# Acetábulo (anatomia)

Animação da cabeça do fêmur sobre o acetábulo

O acetábulo, ou cavidade cotiloideia (em latim: Acetabulum) é uma depressão na pelve, formando uma superfície côncava. A cabeça do fémur articula-se com a pelve no acetábulo, constituindo a articulação coxo-femural, vulgarmente conhecida como anca em Portugal, ou como quadril no Brasil.

## Estrutura
O osso coxal é constituído por três porções ósseas, que se unem para constituir o acetábulo. O ísquio, que constitui cerca de dois quintos da estrutura, forma os bordos inferiores e laterais do acetábulo. O ílio forma o bordo superior, sendo o constituinte de cerca de dois quintos da estrutura do acetábulo. A porção restante é constituída pela púbis, mais perto da linha média. Os três ossos encontram-se unidos pela cartilagem trirradiada (uma faixa em forma de Y), que se ossifica, formando o fundo do acetábulo.
O acetábulo é circunscrito por um rebordo circular saliente, o rebordo cotiloideu (Limbus acetabuli), mais grosso no bordo superior, que apresenta três chanfraduras correspondentes às zonas de junção das três peças ósseas que constituem o osso coxal. São elas: a chanfradura anterior ou ílio-púbica (união do ílio e da púbis), a chanfradura posterior ou ílio-isquiática (união do ílio e do ísquio), e a chanfradura inferior ou ísquio-púbica (Incisura acetabuli; entre o ísquio e a púbis). O rebordo cotiloideu serve como zona de fixação do debrum cotiloideu, que reduz a sua abertura e torna a superfície mais profunda, para a formação da articulação coxo-femural.
A parte inferior do acetábulo é contínua com uma depressão de forma quadrilátera, a fossa acetabular, no fundo da cavidade cotiloideia. Esta é a chamada porção não-articular da cavidade cotiloideia. O resto do acetábulo é constituido por uma superfície curva, periférica, em forma de quarto crescente, a Facies lunata, ou porção articular (semelhante à cavidade glenoideia na cintura escapular).
As superfícies concordantes da cabeça do fémur e o do acetábulo são revestidas por cartilagem articular, por sua vez lubrificada por uma fina camada de fluido sinovial. O atrito na articulação da anca é menos de um décimo do atrito de gelo a deslizar sobre gelo.

### Irrigação sanguínea
O ramo acetabular da artéria obturadora irriga o acetábulo através da chanfradura inferior ou ísquio-púbica. Os ramos púbicos fornecem sangue à superfície pélvica do acetábulo. Ramos profundos da artéria glútea superior irrigam a região superior, e a artéria glútea inferior irriga a região póstero-inferior.